# Vlny
Vlny é um filme de suspense histórico tcheco-eslovaco de 2024, dirigido por Jiří Mádl e ambientado durante a Primavera de Praga e a subsequente invasão da Tchecoslováquia pelo Pacto de Varsóvia. O filme teve sua estreia mundial no 58º Festival Internacional de Cinema de Karlovy Vary, onde ganhou o prêmio do público. Foi selecionado como o representante tcheco para o Melhor Longa-Metragem Internacional no 97º Oscar.
Vlny estreou nos cinemas em 15 de agosto de 2024 e se tornou o filme tcheco de maior bilheteria de 2024 e o terceiro filme tcheco de maior bilheteria de todos os tempos.

## Sinopse
A história gira em torno do Escritório Editorial de Vida Internacional da Český rozhlas. Ele trabalha sob a liderança de Milan Weiner, um ícone jornalístico. Outros jornalistas incluem Věra Šťovíčková, Jiří Dienstbier, Luboš Dobrovský ou Jan Petránek. O jovem Tomáš entra entre eles um pouco por engano, pois o trabalho no escritório editorial era o sonho de seu irmão mais novo, Pavel, e a principal preocupação de Tomáš é proteger seu irmão. Mal sabe ele que os editores locais são vigiados pela Segurança do Estado (StB). Tomáš é forçado a assinar uma cooperação com a StB se quiser proteger seu irmão que, junto com seus colegas de classe, participa de atividades ilegais. Tomáš se aproxima dos jornalistas no escritório, especialmente com Věra, o que o deixa em conflito entre a preocupação com a segurança de seu irmão e sua própria consciência. Quando o Pacto de Varsóvia invade a Tchecoslováquia, ele se recusa a colaborar com os ocupantes e ajuda jornalistas a transmitir informações sem censura sobre a invasão das tropas do Pacto de Varsóvia e pede resistência passiva aos ocupantes. Ele arrisca sua própria vida para sustentar a transmissão o máximo possível.

## Elenco
- Vojtěch Vodochodský como Tomáš Havlík
- Ondřej Stupka como Pavel Havlík
- Táňa Pauhofová como Věra Šťovíčková
- Stanislav Majer como Milan Weiner
- Vojtěch Kotek como Jiří Dienstbier
- Marika Šoposká como Secretary Jarunka
- Petr Lněnička como Jan Petránek
- Martin Hofmann como Luboš Dobrovský
- Petr Halíček como Jaroslav Pavelka
- Matyáš Řezníček como Karel Jezdinský
- Jacob Erftemeijer como Ludvík Čermák
- Jan Nedbal como Zdeněk Šimr
- Tomáš Maštalír como Karel Hoffmann
- Igor Bareš como Hrabský
- Michael Majerníková como Jezdinská
- Jevgenij Libezňuk como General
- Jan Novotný como Antonín Novotný
- Tomáš Weber como Holenda
- Marie Anna Kupcová como Simona
- Daniel Tůma como Karásek
- Matyáš Řezníček como Karel Jezdinský
- Hana Kusnjerová como Marie Weinerová
- Theo Jacques como Waldemar Matuška

## Produção
O filme foi dirigido por Jiří Mádl, que também escreveu o roteiro. O orçamento do filme foi de aproximadamente 80 milhões de coroas checas. Mádl usou material histórico de filme para Vlny e combinou com cenas filmadas para o filme. Ele foi inspirado para essa abordagem pelo documentário pós-editado de Peter Jackson, They Shall Not Grow Old. O diretor é fascinado pelo rádio desde a infância. Vlny é uma homenagem ao trabalho dos editores da Rádio Tchecoslovaca. Mádl baseou o filme nas memórias de testemunhas contemporâneas, incluindo o jornalista Jan Petránek e especialmente Věra Štovíčková, de quem aprendeu coisas que não podem ser encontradas em livros didáticos. No final da década de 1960, ambos trabalharam na equipe editorial da “International Life”, para a qual Karel Jezdínský, Dobrovský e Dienstbier também trabalharam na época.
A música do filme foi composta pelo britânico Simon Goff. O vencedor do Grammy Award trabalhou com o islandês Hildur Guðnadóttir no passado e já trabalhou em filmes como Joker e Úsvit e séries de televisão como Chernobyl.
O primeiro trailer de Vlny foi apresentado no final de junho de 2024. O filme estreou em 1º de julho de 2024 no Festival Internacional de Cinema de Karlovy Vary. O lançamento no cinema na República Tcheca está previsto para 15 de agosto de 2024. O filme estreou em 1º de agosto de 2024 na Eslováquia. O filme estreou em Praga em 6 de agosto de 2024 e entrou em distribuição nos cinemas em 15 de agosto na República Tcheca.